# Шестаков, Анатолий Петрович
Анатолий Петрович Шестаков (23 февраля 1948 — 28 декабря 2001, Омск) — советский футболист, защитник.

## Биография
Воспитанник футбольной школы «Сибирский нефтяник» Омск. В 1967 году по приглашению старшего тренера Юрия Студенецкого перешёл в «Старт» Ангарск. Армейскую службу проходил в 1969—1970 годах в СКА Чита. Выступал за сборную РСФСР. В 1971—1982 годах играл во второй лиге за омский «Иртыш», был капитаном команды. Сыграл за «Иртыш» 386 матчей, забил по разным данным, два, пять или шесть мячей.
Участник VIII Спартакиады народов РСФСР в составе команды Омской области.
В течение нескольких лет работал в «Иртыше» тренером-селекционером и администратором.
Скончался в возрасте 53 лет 28 декабря 2001 года. Похоронен на Западном кладбище в Омске.